# Медведєва Наталія Олегівна
Наталія Медведєва (нар. 15 листопада 1971) — колишня професійна українська тенісистка.
Здобула чотири одиночні та дванадцять парних титулів  туру WTA. 
Найвищу одиночну позицію світового рейтингу — 23 місце досягнула 15 листопада 1993, парну — 21 місце — 4 липня 1994 року.
Перемагала таких тенісисток як Аранча Санчес Вікаріо (2 місце світового рейтингу), Кончіта Мартінес (5 місце) та Анке Губер (10 місце). 16 разів виступала за збірну України (результат 8-8).
Завершила кар'єру 1998 року.
Є старшою сестрою тенісиста Андрія Медведєва. Проживає в США.

## Фінали Туру WTA

### Одиночний розряд: 5 (4 титули, 1 поразка)
| Легенда           |   |
| Grand Slam        | 0 |
| WTA Championships | 0 |
| Tier I            | 0 |
| Tier II           | 1 |
| Tier III          | 1 |
| Tier IV           | 2 |
| Tier V            | 1 |

| Результат | Ранг | Дата             | Турнір                        | Покриття | Опонент                | Рахунок            |
| --------- | ---- | ---------------- | ----------------------------- | -------- | ---------------------- | ------------------ |
| Перемога  | 1.   | 4 листопада 1990 | Нашвілл, США                  | Тверде   | Сьюзен Слоун           | 6–3, 7–6(7–3)      |
| Перемога  | 2.   | 16 лютого 1992   | Generali Ladies Linz, Австрія | Тверде   | Pascale Paradis-Mangon | 6–4, 6–2           |
| Перемога  | 3.   | 18 липня 1993    | ECM Prague Open, Чехія        | Ґрунт    | Мейке Бабель           | 6–3, 6–2           |
| Поразка   | 1.   | 28 серпня 1993   | Скенектаді, США               | Тверде   | Лариса Савченко        | 3–6, 5–7           |
| Перемога  | 4.   | 31 жовтня 1993   | Ессен, Німеччина              | Килим    | Кончіта Мартінес       | 6–7(4–7), 7–5, 6–4 |

### Парний розряд: 13 (12 титули, 1 поразка)
| Легенда           |   |
| Grand Slam        | 0 |
| WTA Championships | 0 |
| Tier I            | 0 |
| Tier II           | 1 |
| Tier III          | 1 |
| Tier IV & V       | 8 |

| Титули за покриттям |   |
| Тверде              | 7 |
| Ґрунт               | 2 |
| Трава               | 0 |
| Килим               | 3 |

| Результат | Ранг | Дата              | Турнір                                                | Покриття | Партнер                 | Опоненти                                  | Рахунок       |
| --------- | ---- | ----------------- | ----------------------------------------------------- | -------- | ----------------------- | ----------------------------------------- | ------------- |
| Перемога  | 1.   | 24 квітня 1988    | Сінгапур                                              | Тверде   | наталія Бикова          | Лейла Месхі Світлана Чернєва              | 7–6, 6–3      |
| Поразка   | 1.   | 12 листопада 1989 | Нашвілл, Tennessee, US                                | Тверде   | Leila Meskhi            | Манон Боллеграф Мередіт Макґрат           | 6–1, 6–7, 6–7 |
| Перемога  | 2.   | 4 лютого 1990     | ASB Classic, Нова Зеландія                            | Тверде   | Leila Meskhi            | Джилл Гетерінгтон Робін Вайт              | 3–6, 6–3, 7–6 |
| Перемога  | 3.   | 11 лютого 1990    | Wellington, Нова Зеландія                             | Тверде   | Leila Meskhi            | Мішелл Джеггерд Джулі Річардсон           | 6–3, 2–6, 6–4 |
| Перемога  | 4.   | 28 жовтня 1990    | Dorado, Пуерто-Рико                                   | Тверде   | Олена Брюховець         | Емі Фрейзер Julie Richardson              | 6–4, 6–2      |
| Перемога  | 5.   | 29 вересня 1991   | Санкт-Петербург, USSR                                 | Килим    | Elena Brioukhovets      | Ізабель Демонжо Джо Дьюрі                 | 7–5, 6–3      |
| Перемога  | 6.   | 19 квітня 1992    | Паттая, Таїланд                                       | Тверде   | Ізабель Демонжо         | Pascale Paradis-Mangon Сандрін Тестю      | 6–1, 6–1      |
| Перемога  | 7.   | 26 квітня 1992    | Куала-Лумпур, Малайзія                                | Тверде   | Isabelle Demongeot      | Хіракі Ріка Петра Лангрова                | 2–6, 6–4, 6–1 |
| Перемога  | 8.   | 11 липня 1993     | Internazionali Femminili di Tennis di Palermo, Італія | Ґрунт    | Карін Кшвендт           | Сільвія Фаріна-Елія Бренда Шульц-Маккарті | 6–4, 7–6      |
| Перемога  | 9.   | 24 жовтня 1993    | Брайтон, England                                      | Килим    | Лаура Голарса           | Анке Губер Лариса Савченко-Нейланд        | 6–3, 1–6, 6–4 |
| Перемога  | 10.  | 9 січня 1994      | Брисбен, Австралія                                    | Тверде   | Laura Golarsa           | Дженні Бірн Рейчел Макквіллан             | 6–3, 6–1      |
| Перемога  | 11.  | 11 серпня 1996    | Gastein Ladies, Австрія                               | Ґрунт    | Жанетта Гусарова        | Ленка Ценкова Катержина Крупова           | 6–4, 7–5      |
| Перемога  | 12.  | 3 листопада 1996  | Кубок Кремля, Росія                                   | Килим    | Лариса Савченко-Нейланд | Сільвія Фаріна-Елія Барбара Шетт          | 7–6, 4–6, 6–1 |

### Кубок Гопмана: 1 (1 поразка)
| Результат | Ранг | Дата         | Турнір          | Покриття | Партнер         | Опоненти               | Рахунок |
| --------- | ---- | ------------ | --------------- | -------- | --------------- | ---------------------- | ------- |
| Поразка   | 1.   | 8 січня 1995 | Перт, Австралія | Тверде   | Андрій Медведєв | Анке Губер Борис Бекер | 0–2     |

## Перемоги над гравцями першої 10-ки
| Сезон    | 1993 | 1994 | Всього |
| Перемоги | 3    | 1    | 4      |

| #    | Гравець               | Рейтинг | Турнір                             | Покриття | Раунд     | Рахунок            | NMR     |
| ---- | --------------------- | ------- | ---------------------------------- | -------- | --------- | ------------------ | ------- |
| 1993 |                       |         |                                    |          |           |                    |         |
| 1.   | Анке Губер            | 10      | Faber Grand Prix, Essen, Німеччина | Килим    | 2-й Раунд | 6–4, 6–2           | Ранг 40 |
| 2.   | Аранча Санчес Вікаріо | 2       | Faber Grand Prix, Essen, Німеччина | Килим    | Півфінал  | 6–4, 2–6, 6–4      | Ранг 40 |
| 3.   | Кончіта Мартінес      | 5       | Faber Grand Prix, Essen, Німеччина | Килим    | Фінал     | 6–7(4–7), 7–5, 6–4 | Ранг 40 |
| 1994 |                       |         |                                    |          |           |                    |         |
| 4.   | Conchita Martínez     | 3       | Faber Grand Prix, Essen, Німеччина | Килим    | 1-й Раунд | 7–5, 6–4           | Ранг 43 |

## Досягнення

### Одиночний розряд
| Турніри Великого шолома                |     |     |     |     |     |     |     |     |     |     |     |        |       |
| Відкритий чемпіонат Австралії з тенісу | A   | A   | A   | 2р  | 1р  | 1р  | A   | 2р  | 2р  | A   | 2р  | 0 / 6  | 4–6   |
| Відкритий чемпіонат Франції з тенісу   | A   | К2р | 3р  | 2р  | A   | 2р  | 1р  | 1р  | 1р  | A   | A   | 0 / 6  | 4–6   |
| Вімблдонський турнір                   | 1р  | К1р | A   | 1р  | A   | 2р  | 3р  | 1р  | 1р  | 3р  | A   | 0 / 7  | 5–7   |
| Відкритий чемпіонат США з тенісу       | A   | A   | К1р | 2р  | A   | 2р  | 2р  | 3р  | 1р  | A   | 1р  | 0 / 6  | 5–6   |
| Перемоги-Поразки                       | 0–1 | 0–0 | 2–1 | 3–4 | 0–1 | 3–4 | 3–3 | 3–4 | 1–4 | 2–1 | 1–2 | 0 / 25 | 18–25 |

### Парний розряд
| Турніри Великого шолома                |     |     |     |                 |                 |                 |                 |                 |                 |                 |     |        |       |
| Відкритий чемпіонат Австралії з тенісу | A   | A   | ЧФ  | 1р              | 1р              | A               | 3р              | 1р              | A               | 1р              | A   | 0 / 6  | 5–6   |
| Відкритий чемпіонат Франції з тенісу   | A   | A   | 3р  | A               | 2р              | 2р              | ЧФ              | 1р              | A               | A               | 1р  | 0 / 6  | 7–6   |
| Вімблдонський турнір                   | 1р  | A   | 2р  | A               | 2р              | 2р              | ЧФ              | 2р              | A               | A               | A   | 0 / 6  | 7–6   |
| Відкритий чемпіонат США з тенісу       | A   | 2р  | ЧФ  | A               | 2р              | 2р              | 3р              | A               | A               | 2р              | A   | 0 / 6  | 8–6   |
| Рік-end championship                   |     |     |     |                 |                 |                 |                 |                 |                 |                 |     |        |       |
| Чемпіонат WTA                          | DNQ | DNQ | ПФ  | Did Not Qualify | Did Not Qualify | Did Not Qualify | Did Not Qualify | Did Not Qualify | Did Not Qualify | Did Not Qualify | 1–1 | 0 / 1  | 1–1   |
| Перемоги-Поразки                       | 0–1 | 1–1 | 9–5 | 0–1             | 3–4             | 3–3             | 10–4            | 1–3             | 0–0             | 1–2             | 0–1 | 0 / 25 | 28–25 |

### Мікст
| Турніри Великого шолома                |     |     |     |     |     |     |     |     |     |        |       |
| Відкритий чемпіонат Австралії з тенісу | A   | 1р  | A   | A   | ПФ  | A   | A   | ЧФ  | A   | 0 / 3  | 5–3   |
| Відкритий чемпіонат Франції з тенісу   | ПФ  | A   | 2р  | 2р  | ЧФ  | ЧФ  | A   | A   | 1р  | 0 / 6  | 10–6  |
| Вімблдонський турнір                   | A   | A   | A   | 1р  | A   | A   | A   | A   | A   | 0 / 1  | 0–1   |
| Відкритий чемпіонат США з тенісу       | 2р  | A   | 2р  | 1р  | 2р  | A   | A   | A   | A   | 0 / 4  | 3–4   |
| Перемоги-Поразки                       | 5–2 | 0–1 | 2–2 | 1–3 | 6–3 | 2–1 | 0–0 | 2–1 | 0–1 | 0 / 14 | 18–14 |

## Фінали ITF

### Одиночний розряд: 5 (4 титули, 1 поразка)
| Турніри $100,000 |
| Турніри $75,000  |
| Турніри $50,000  |
| Турніри $25,000  |
| Турніри $10,000  |

| Результат | Ранг | Дата              | Турнір                   | Покриття | Опонент           | Рахунок  |
| --------- | ---- | ----------------- | ------------------------ | -------- | ----------------- | -------- |
| Перемога  | 1.   | 20 квітня 1987    | Монте Візо, Італія       | Ґрунт    | Лінда Феррандо    | 6–1, 6–3 |
| Перемога  | 2.   | 2 листопада 1987  | Telford, Велика Британія | Тверде   | Сара Лузмор       | 6–2, 6–2 |
| Перемога  | 3.   | 9 листопада 1987  | Істборн, Велика Британія | Килим    | Євгенія Манюкова  | 6–2, 7–5 |
| Перемога  | 4.   | 16 листопада 1987 | Croyden, Велика Британія | Килим    | Teresa Catlin     | 6–2, 6–3 |
| Runner–up | 1.   | 24 квітня 1989    | Monte Viso, Італія       | Ґрунт    | Рейчел Макквіллан | 6–7, 1–6 |

### Парний розряд: 9 (6 титулів, 3 поразки)
| Результат | Ранг | Дата             | Турнір                   | Покриття   | Партнер                | Опоненти                             | Рахунок       |
| --------- | ---- | ---------------- | ------------------------ | ---------- | ---------------------- | ------------------------------------ | ------------- |
| Перемога  | 1.   | 6 квітня 1987    | Казерта, Італія          | Ґрунт      | Євгенія Манюкова       | Heike Thoms Ольга Царбопулу          | 6–3, 7–5      |
| Перемога  | 2.   | 26 жовтня 1987   | Чешир, Велика Британія   | Килим      | Eugenia Maniokova      | Паулетте Морено Марія Страндлунд     | 6–2, 7–6      |
| Перемога  | 3.   | 2 листопада 1987 | Telford, Велика Британія | Тверде     | Eugenia Maniokova      | Забіне Гак Ingrid Peltzer            | 6–0, 6–2      |
| Перемога  | 4.   | 9 листопада 1987 | Істборн, Велика Британія | Килим      | Eugenia Maniokova      | Паскаль Етшеменеді Joy Tacon         | 6–1 6–1       |
| Runner–up | 1.   | 12 жовтня 1987   | Croyden, Велика Британія | Килим      | Eugenia Maniokova      | Вікторія Мильвидська Паулетте Морено | 6–3, 3–6, 4–6 |
| Перемога  | 5.   | 17 квітня 1989   | Caserta, Італія          | Тверде     | Eugenia Maniokova      | Нанне Дальман Кейт Макдоналд         | 6–4, 6–4      |
| Поразка   | 2.   | 26 серпня 1996   | Київ, Україна            | Ґрунт      | Ганна Запорожанова     | Анна-Карін Свенссон Réka Vidáts      | 5–7, 3–6      |
| Перемога  | 6.   | 28 вересня 1996  | Лімож, Франція           | Тверде (i) | Лариса Савченко        | Каролін Денін Домінік Монамі         | 6–1, 6–1      |
| Поразка   | 3.   | 8 вересня 1997   | Київ, Україна            | Ґрунт      | Angelina Zdorovitskaia | Annica Lindstedt Кароліна Шнайдер    | 1–6, 2–6      |